# Crathes Castle
Crathes Castle ist eine ursprünglich als Tower House erbaute Burganlage in der schottischen Council Area Aberdeenshire. Sie liegt, umgeben von weitläufigen Gartenanlagen, etwa drei Kilometer östlich von Banchory am nördlichen Talrand des Deetals. Crathes Castle war fast 400 Jahre im Besitz der Familie Burnett of Leys, seit 1951 ist die Anlage im Besitz des National Trust for Scotland.

## Geschichte
Crathes Castle wurde in der zweiten Hälfte des 16. Jahrhunderts von den damaligen Landbesitzern, der Familie Burnett of Leys, erbaut. Die Familie war in der Gegend seit den Zeiten von Robert the Bruce ansässig, der 1323 Alexander de Burnard Landbesitz bei Banchory und das Amt eines königlichen Försters verliehen hatte. Symbol dafür war das Horn of Leys, ein mit Schnitzereien und Juwelenschmuck versehenes Horn aus Elfenbein, das in der High Hall von Crathes Castle zu sehen ist. Bis zur Mitte des 16. Jahrhunderts war die Familie auf einem Crannog im inzwischen trockengelegten Loch of Leys nördlich von Banchory ansässig. 1553 begann der Bau von Crathes Castle als neuem Familiensitz unter Alexander Burnett of Leys, 9. Lord of Leys. Fertiggestellt wurde die Anlage 1596 unter seinem gleichnamigen Urenkel, dem 12. Lord of Leys. Die Familie Burnett vermied es, sich in die diversen schottischen Konflikte des 16. bis 18. Jahrhunderts einzumischen, Crathes Castle blieb daher von militärischen Aktionen weitgehend unbehelligt. Lediglich 1644 musste der damalige Besitzer dem anrückenden James Graham, 1. Marquess of Montrose, die Tore öffnen.
Das ursprüngliche Tower House wurde in den 1680er Jahren unter Sir Thomas Burnett, 3. Baronet of Leys, um einen dreistöckigen Ostflügel erweitert, um ausreichend Platz für seine große Familie – mit seiner Frau Margaret hatte er 21 Kinder – zu haben. Nach einem Brand 1966 wurde der Flügel lediglich zweistöckig wieder aufgebaut. Der letzte Besitzer aus der Familie, Sir James Burnett, 13. Baronet of Leys, übertrug Crathes Castle und das dazugehörige Anwesen 1951 an den National Trust for Scotland.

## Beschreibung

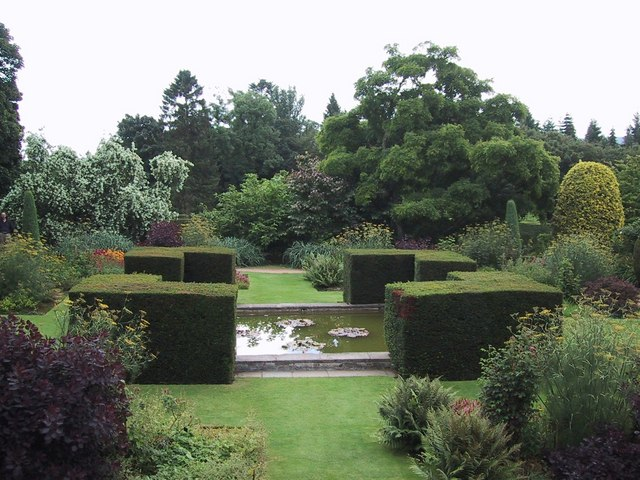
Blick in den Garten von Crathes Castle

Das ursprüngliche Tower House ist sechs Stockwerke hoch. Ergänzt wurde es Ende des 17. Jahrhunderts durch einen einfacher gehaltenen Ostflügel, in dem sich jetzt auch der Eingang befindet. Das Tower House besitzt in seinem obersten Stockwerk an den Ecken auskragende Rundtürmchen, das Dach ist durch diverse Schornsteine und eine aus viktorianischen Zeiten stammende Uhr gekrönt. Im Inneren haben sich in verschiedenen Räumen Deckenmalereien aus der Entstehungszeit Ende des 16. Jahrhunderts erhalten. Zentraler Raum ist die große Halle, die vom Erdgeschoss über Wendeltreppen erreicht werden kann. Die meisten Räume sind noch mit alten Möbeln aus dem ursprünglichen Familienbesitz der Burnetts of Leys erhalten. 
Zu Crathes Castle gehören umfangreiche Garten- und Parkanlagen. Der walled garden besitzt große Eibenhecken, die ältesten Pflanzen stammen von Beginn des 18. Jahrhunderts. Der National Trust for Scotland.betreibt für die Besucher ein Besucherzentrum mit Café. 2019 wurde Crathes Castle von rund 153.000 Personen besucht. 2024 betrug die Besucherzahl etwa 202.000 Personen.
1972 wurde das Bauwerk in die schottischen Denkmallisten in die höchste Kategorie A aufgenommen. Des Weiteren wurden die Außenanlagen in das Inventory of Gardens and Designed Landscapes in Scotland aufgenommen.